# Cuphead
Cuphead és un videojoc independent de plataformes desenvolupat i publicat per Studio MDHR. L'estètica amb la que s'inspira és l'estil d'animació Rubber Hose, popularitzat als Estats Units a partir dels anys 1930, per estudis com ara Walt Disney Animation Studios o els Estudis Fleischer, emulant al màxim les característiques d'aquest particular estil, com ara la forma corbilínia en la que s'animen les extremitats., Va ser llançat al mercat el 29 de setembre de 2017 per a Microsoft Windows, Xbox One i Steam, el 2018 per a macOS, el 2019 per a Nintendo Switch i el 2020 per a PlayStation 4. I també tenint una sèrie publicada el 2022 a Netflix.
El videojoc ofereix un format en què un o bé dos jugadors alhora controlen als personatges principals (Cuphead i Mugman) al llarg de la seva aventura, en la què els jugadors hauran d'avançar pels diferents nivells mentres derroten els enemics per tal de pagar el seu deute amb el diable. El gran èxit del joc es deu al seu disseny i estètica, combinada amb la remarcable dificultat dels seus nivells. El furor que va causar tant en la crítica com en el públic va portar el joc a guanyar diversos premis, dels quals en destaca el premi BAFTA a la millor música, i a vendre més de 5 milions de còpies. Actualment, Netflix està treballant en una sèrie d'animació basada en Cuphead.

## El joc
La jugabilitat de Cuphead se centra en un continu d'enfrontaments contra enemics (popularment coneguts com a boss) en nivells de plataformes i dispars, a mode de shoot 'em up. Cadascun d'aquests nivells es troben en un dels quatre mons diferents. El quart món és on el jugador viurà la lluita final contra el Diable, el principal antagonista de la història. Cada nivell en què el jugador s'enfronta contra un dels enemics inclou un mode de dificultat senzill, normal i expert (exceptuant els dos últims, on no està disponible el mode senzill). Aquest últim només estarà disponible quan el jugador hagi derrotat tots els enemics i, per tant, hagi completat el joc. A més a més, el joc compta amb un sistema d'intents infinits, de tal manera que en cap cas es perdrà el progrés aconseguit. Es poden comprar armes equipables i habilitats especials a la botiga (una per cada món) mitjançant monedes, que s'aconsegueixen als nivells opcionals de plataformes (o com diu al joc, run-n-go). Després de completar un nivell, l'actuació del jugador es puntua en funció del seu rendiment durant la partida, en funció de factors com ara el temps en què es triga a completar-lo, la salut restant i el nombre d'atacs aturats.
Els nivells són accessibles mitjançant una perspectiva de dalt a baix sobre el món amb les seves pròpies zones secretes. El joc també compta amb un mode cooperatiu local de fins a dos jugadors.

## Argument
A la fictícia illa d'Inkwell, Cuphead i el seu germà, Mugman, són dues tasses aque viuen sota l'atenta mirada d'Elder Kettle. Passant per alt les advertències de l'ancià, els germans entren al Casino del Diable i comencen a jugar. Després d'una ratxa de victòries, el mateix Diable s'ofereix a augmentar la seva aposta. Si Cuphead i Mugman poden guanyar una tirada més, guanyaran tots els diners del casino; si no, el Diable els prendrà les seves ànimes. Finalment Cuphead, encegat per l'avarícia, perd la ronda. Acte seguit, Mugman i el seu germà demanen pietat al Diable. La malvada criatura accedeix a signar un pacte amb ells: si aconsegueixen tots els "contractes d'ànima" de cadascun dels seus deutors que han fugit abans dela mitjanit, els deixarà en pau. Els dos germans visiten l'Elder Kettle, que els dona una poció que els permetrà disparar a través dels seus dits per ajudar-los en la seva recerca, però també els adverteix que els deutors poden canviar de forma física per tal d'aturar-los.
Els germans viatgen per les illes Inkwell, mentres s'enfronten als deutors per obtenir els seus contractes. Quan entren a la segona illa, l'Elder Kettle se n'adona de que els dos protagonistes són cada vegada més forts, i els "aconsella fer el correcte" quan tornin a enfrontar-se contra el Diable. Un cop tenen els contractes, tornen al Casino del Diable, però el seu gerent, King Dice, els bloqueja el camí. Els acusa d'haver-li fet perdre una aposta amb el Diable, i acte seguit els obliga a lluitar contra diversos dels seus sequaços, abans d'enfrontar-s'hi directament. Un cop els germans derroten King Dice, el jugador ha de triar si vol lliurar finalment els contractes al Diable. Si el jugador retorna els contractes, el Diable converteix els germans en els seus malvats subordinats, i el joc s'acaba; si no, el Diable entra en còlera davant l'incompliment del pacte, i s'enfronta als germans per quedar-se amb les seves ànimes. Finalment, Cuphead i Mugman el vence, i cremen els contractes d'una vegada i per totes. Sabent que gràcies als germans ja no han de tenir por del Diable, els antics deutors honoren els germans per les seves accions heroiques.

## Desenvolupament
Cuphead és el primer videojoc dels germans Chad i Jared Moldenhauer, creadors de la desenvolupadora canadenca independent de videojocs Studio MDHR. El desenvolupament va començar el 2010 mitjançant el motor de videojocs Unity. Cuphead està plenament inspirat amb l'estil d'animació Rubber Hose pròpia dels anys 30, utilitzada per Walt Disney Animation Studios i els Estudis Fleischer, juntament amb els dibuixants i animadors Ub Iwerks, Grim Natwick, i Willard Bowsky. Chad Moldenhauer considera els Estudis Fleischer "el nord magnètic del seu disseny artístic, i va intentar imitar especialment els seus elements "subversius i surrealistes" el màxim possible. Les tècniques d'animació darrere de Cuphead són similars a les dels dibuixos animats dels anys 30. Chad Moldenhauer, que anteriorment havia treballat en disseny gràfic, va dibuixar a mà les animacions i va pintar els fons amb aquarel·les, coloritzant-les a Photoshop, mentred que el seu germà es dedicava a perfeccionar el que restava. La banda sonora de Cuphead està composta per Kristofer Maddigan, i consisteix en un total de 51 peces diferents tocades per big bands i músics de jazz.
Els germans Moldenhauer descriuen Cuphead com un joc amb un nucli difícil d'estil de "videojoc retro" pel seu èmfasi en la jugabilitat per sobre de la línia argumental. Havien planejat des d'un inici batre el Rècord Guiness del el nombre més alt d'enemics finals en un videojoc de plataformes (25 en total), i finalment en van implementar 30. La implementació i el disseny visual del joc, combinat amb el nombre limitat de persones disponibles per a treballar-hi, van resultar el repte més gran per l'Estudi MDHR i, com a tal, els germans Moldenhauer van posar tant d'empeny a l'hora de completar el joc, que van haver d'arribar al punt d'haver-se d'hipotecar casa seva per tal de finançar-lo.

## Llançament
El joc presentat a la conferència d'Xbox a l'E3 de 2014 tot i no estar acabat. Finalment, el llançament de Cuphead es va dur a terme el 29 de setembre de 2017 per a Xbox One i Microsoft Windows. A l'E3 de 2018 es va presentar el contingut descarregable del joc, el qual incloia un nou personatge jugable, jutament amb nous novells i nous enemics als que enfrentar-se. Aquest havia d'estar disponible a partir de 2019, però finalment es va endarrerir per evitar l'excés de pressió a l'equip de desenvolupament del videojoc. Degut a la pandèmia de la COVID-19, l'equip humà de Cuphead es va veure obligat a tornar a endarrerir el llançament del DLC fins a 2021. També al 2018 es va llençar una versió del joc per a macOS, que es va anunciar a través d'un curtmetratge d'animació anomenat "Crisp Apples".
Va ser al 2019 en que es va decidir llençar una versió per a Nintendo Switch, essent la de PlayStation 4 la versió de Cuphead que més va trigar en arribar al mercat, el 28 de Juliol de 2020.